# Fannaråki
Fannaråki of Fannaråken is een berg in de gemeente Luster in de Noorse provincie Vestland. Hij is 2068 meter hoog.
De berg ligt langs de RV 55, de Sognefjellsweg, niet ver van Turtagrø.